# 切爾沃納斯京卡
47°23′41″N 29°38′24″E / 47.39472°N 29.64000°E
切爾沃納-斯廷卡（烏克蘭語：Червона Стінка）是位於烏克蘭西南部的村莊，由敖德萨州羅茲季利納區的扎哈里夫卡市鎮負責管轄。該村始建於1921年，面積0.23平方公里，海拔高度119米，2001年人口31，人口密度每平方公里134.78人。